# Bètahistine
Bètahistine is een stof die structureel verwant is aan histamine, is ook een histamine-H1-receptoragonist, werkt bloedvatenverwijdend of vasodilatator en verbetert de bloeddoorstroming in het binnenoor. Het wordt voorgeschreven bij storingen van het evenwichtsorgaan, zoals bij de ziekte van Menière, heeft een gunstige invloed op duizeligheid en tinnitus en vermindert de aanvallen van draaiduizeligheid (vertigo), maar kan asthma bronchiale en maagzweren verergeren.
Bètahistine wordt oraal ingenomen in tabletten, waarin de stof als een zout aanwezig is, gewoonlijk het dimesilaat, methaansulfonaat.
Er werd ontdekt dat bètahistine mogelijk het niveau van bepaalde neurotransmitters verhoogt en op deze manier een rol zou kunnen spelen bij de regeling van het eetgedrag en van gemoedsstemming. Bètahistine werd onderzocht als een mogelijk middel tegen obesitas, maar er kon er geen verband tussen Bètahistine en eetlust worden aangetoond.

## Websites
- Farmacotherapeutisch Kompas. Betahistine.
- apotheek.nl. Medicijn: Betahistine. gearchiveerd